# Eleccions prefecturals de Tòquio de 1969
Les eleccions prefecturals de Tòquio de 1969 (1969年東京都議会議員選挙, 1969-nen Tōkyō-to Gikai Giin Senkyo) se celebraren el 13 de juliol de 1969 per tal de renovar per a un nou mandat de quatre anys als 126 membres de l'Assemblea Metropolitana de Tòquio, l'organ legislatiu de Tòquio.
Aquestes eleccions no només eren una simple renovació dels membres de la cambra, sinó que suposaven una espècia d'exàmen a la gestió del governador Ryōkichi Minobe, elegit l'any 1967 i amb el suport del Partit Socialista del Japó (PSJ) i del Partit Comunista del Japó (PCJ).
Els resultats de les eleccions van fer que el PSJ, primer partit en nombre d'escons des de les anteriors eleccions, patira una forta davallada restant tercer en representació després del Partit Liberal Democràtic (PLD) i el Kōmeitō. El PLD va recuperar la posició de primer partit a l'assemblea però sense obtindre majoria. Els demobudistes del Kōmeitō van aconseguir que tots els seus candidats presentats, uns 25, foren elegits millorant els anteriors resultats. El PCJ va aconseguir uns bons resultats que els van permetre duplicar el seu anterior nombre de diputats. Finalment, el Partit Democràtic Socialista (PDS) va mantindre els quatre escons aconseguits a les darreres eleccions.

## Resultats

### Generals
| Partit       | Partit                       | Vots      | %     | Escons | +/– |  |
| ------------ | ---------------------------- | --------- | ----- | ------ | --- |  |
|              | Partit Liberal Democràtic    | 1.493.493 | 32,98 | 54     | 16  |  |
|              | Partit Socialista del Japó   | 1.096.993 | 24,22 | 24     | 21  |  |
|              | Kōmeitō                      | 784.090   | 17,31 | 25     | 2   |  |
|              | Partit Comunista del Japó    | 653.811   | 14,43 | 18     | 9   |  |
|              | Candidats independents       | 276.663   | 6,11  | 1      | =   |  |
|              | Partit Democràtic Socialista | 221.132   | 4,88  | 4      | =   |  |
|              |                              |           |       |        |     |  |
|              | Altres partits               | 1.811     | 0,03  | 0      | =   |  |
| Total        | Total                        | 4.527.993 | 100   | 126    | 6   |  |
|              |                              |           |       |        |     |  |
| Vots vàlids  | Vots vàlids                  | 4.527.993 | n/a   |        |     |  |
| Vots nuls    | Vots nuls                    | n/a       | n/a   |        |     |  |
| Participació | Participació                 | n/a       | 59,73 |        |     |  |
| Cens         | Cens                         | n/a       |       |        |     |  |
| Font:        |                              |           |       |        |     |  |

### Per districte
| Circumscripció | PLD | PSJ | KMT | PCJ | PDS | Altres | Ind | Total |
| -------------- | --- | --- | --- | --- | --- | ------ | --- | ----- |
| Chiyoda        | 1   | 1   |     |     |     |        |     | 2     |
| Chūō           | 2   |     |     |     |     |        |     | 2     |
| Minato         | 2   |     | 1   | 1   |     |        |     | 4     |
| Shinjuku       | 2   | 1   | 1   | 1   |     |        |     | 5     |
| Bunkyō         |     | 1   | 1   | 1   |     |        |     | 3     |
| Taitō          | 3   |     | 1   | 1   |     |        |     | 5     |
| Sumida         | 2   |     | 1   | 1   |     |        |     | 4     |
| Kōtō           | 1   | 1   | 1   | 1   |     |        |     | 4     |
| Shinagawa      | 2   | 1   | 1   | 1   | 1   |        |     | 6     |
| Meguro         | 2   |     | 1   | 1   |     |        |     | 4     |
| Ōta            | 3   | 1   | 2   | 1   | 1   |        |     | 8     |
| Setagaya       | 3   | 2   | 1   | 1   | 1   |        |     | 8     |
| Shibuya        | 1   | 1   | 1   | 1   |     |        |     | 4     |
| Nakano         | 2   |     | 1   | 1   |     |        |     | 4     |
| Suginami       | 2   | 1   | 1   | 1   | 1   |        |     | 6     |
| Toshima        | 1   | 1   | 1   | 1   |     |        |     | 4     |
| Kita           | 2   | 1   | 1   | 1   |     |        |     | 5     |
| Arakawa        | 3   |     | 1   |     |     |        |     | 4     |
| Itabashi       | 2   | 1   | 1   | 1   |     |        |     | 5     |
| Nerima         | 1   | 1   | 1   |     |     |        |     | 3     |
| Adachi         | 2   | 1   | 1   | 1   |     |        |     | 5     |
| Katsushika     | 2   | 1   | 1   |     |     |        |     | 4     |
| Edogawa        | 2   | 1   | 1   |     |     |        |     | 4     |
| Hachiōji       | 2   |     |     |     |     |        |     | 2     |
| Tachikawa      | 1   |     |     |     |     |        |     | 1     |
| Musashino      |     | 1   |     |     |     |        |     | 1     |
| Mitaka         |     | 1   |     |     |     |        |     | 1     |
| Ōme            | 1   |     |     |     |     |        |     | 1     |
| Akishima       |     | 1   |     |     |     |        |     | 1     |
| Machida        |     | 1   |     |     |     |        |     | 1     |
| Kita-Tama IV   | 1   | 1   | 1   |     |     |        |     | 3     |
| Nishi-Tama     | 1   |     |     |     |     |        |     | 1     |
| Minami-Tama    | 1   |     |     |     |     |        |     | 1     |
| Kita-Tama I    | 1   | 1   | 1   |     |     |        |     | 3     |
| Kita-Tama II   | 2   |     | 1   | 1   |     |        |     | 4     |
| Kita-Tama III  | 1   | 1   |     |     |     |        |     | 2     |
| Illes          |     |     |     |     |     |        | 1   | 1     |
| TOTAL          | 54  | 24  | 25  | 18  | 4   | 0      | 1   | 126   |